# Schaerbeek
Schaerbeek (franciául, amely a régi holland helyesírást őrizte meg) vagy Schaarbeek (hollandul) egyike a belga fővárost, Brüsszelt alkotó 19 alapfokú közigazgatási egységnek, községnek. 2006-ban teljes lakossága 111 946 fő volt, területe 8,14 km², népsűrűsége 13 753 fő/km².
A kerület csúfneve szamárváros (la cité des ânes vagy de ezelsgemeente), amely onnan ered, hogy Schaerbeek lakói meggyet termeltek, elsősorban a Kriek gyümölcssör előállításához és a meggyet szamarakkal szállították a brüsszeli piacokra.
Schaerbeek belvárosában jelentős számú török bevándorló él, akik közül a legtöbben Afyon/Emirdağ városból érkeztek. Számos marokkói bevándorló is él itt.
A kertvárosi rész a nemzetközi közösség és az EU tisztviselőinek egyik kedvelt lakhelye, mivel közel van az intézményekhez, a repülőtérhez és megőrizte kellemes, kertvárosias hangulatát.
A schaerbeeki temető, neve ellenére, a szomszédos Evere kerületben található.

## Földrajzi elhelyezkedése
A kerület a Brüsszel fővárosi régió északnyugati részén található, szomszédai észak felől Haren (Brüsszel), északnyugaton Evere, délnyugaton Woluwe-Saint-Lambert, nyugaton Saint-Josse-ten-Noode.

## Története
A Scarenbecca nevű település első említése 1120-ból, a cambrai püspök egyik okleveléből származik Maga a név feltehetően a frank vagy az óholland nyelvből , a schaer (csorba, bevágás) és beek (patak) szavakból származik. A dokumentumban a cambrai püspök Scarenbecca és Everna (azaz a szomszédos Evere) templomait a Soignies-i egyházmegye felügyelete alá helyezte.

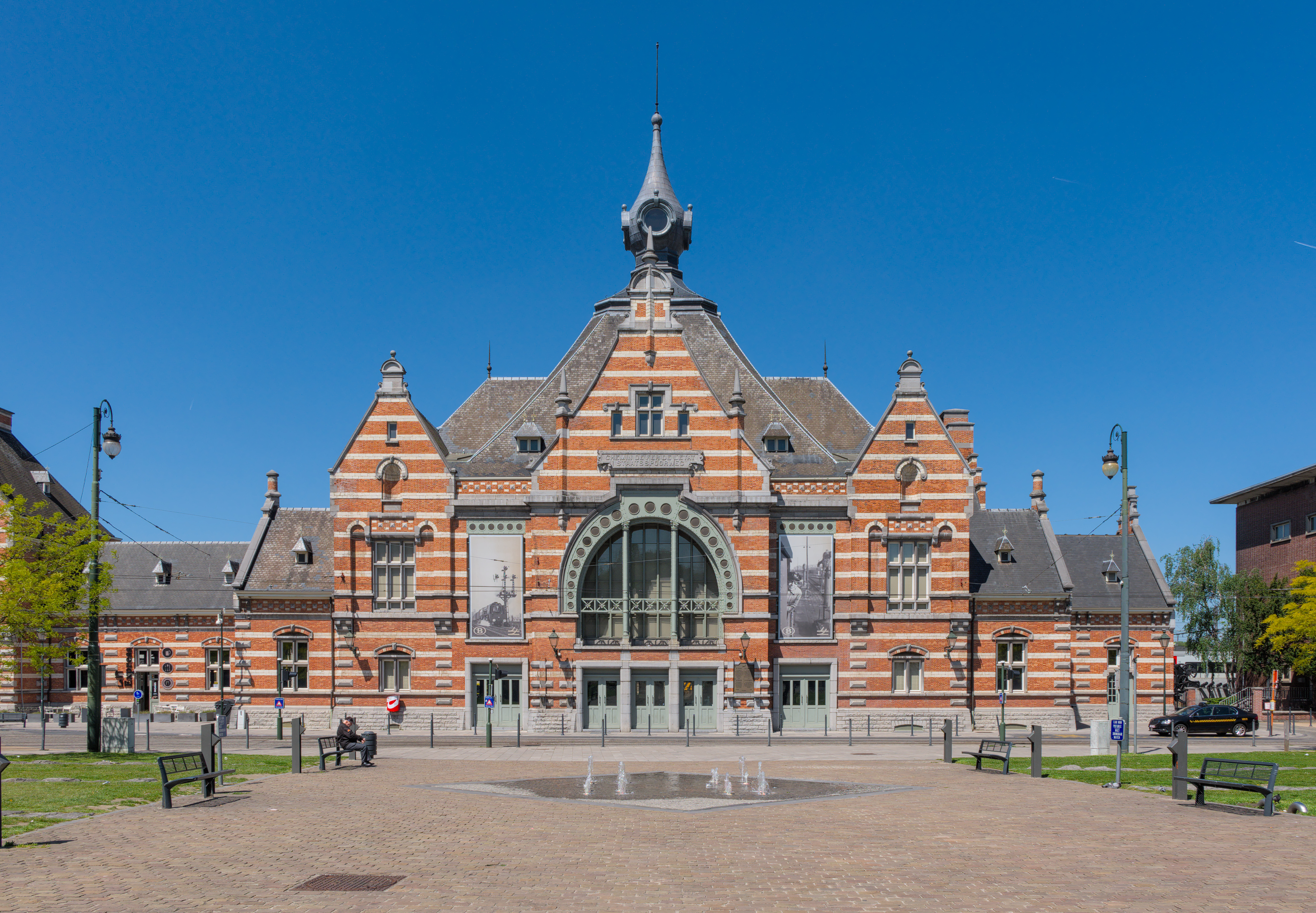
Schaerbeek vasútállomása

Az első lakosok feltehetően a kőkorban telepedtek meg, amire a kerületben, a Josaphat parkban talált kovakő szerszámokból lehet következtetni. Feltártak még 2. századból származó római sírokat és érméket is.
A középkorban a település a Brabanti Hercegség része volt. 1301-ben II. János brabanti herceg a települést a brüsszeli városatyák hatáskörébe utalta. Kb. ekkor épült a Szt. Szerváciusznak szentelt templom is.
A 14. század végén Schaerbeek területének nagy részét a Kraainemi földesurak vadrezervátummá alakították át. Ez és a földművelés következtében egészen a 18. század végéig Scaerbeek megőrizte vidékies karakterét. Területének nagy részét ekkor még erdők borították, míg a maradékon zöldségeket termesztettek és szőlőt műveltek. 1540-ben Schaerbeeknek 112 háza és kb. 600 lakosa volt.
Az 1570-es évektől kezdve a település sokat szenvedett a vallásháborúk miatt, feldúlták Hallgatag Vilmos orániai herceg és a vele szemben álló Alba herceg katonái is. A háborúk során brit, bajor, francia és spanyol csapatok vonultak erre. A francia forradalom során Schaerbeeket önálló településsé nyilvánították.
1830. szeptember 27-én a belga szabadságharc során kisebb összecsapásra került sor a Josaphat völgyben belga felkelők és a visszavonuló holland csapatok között.
1879-ben építették az új Szt. Szerváciusz-templomot a régi mellett, amelyet végül 1905-ben le is bontottak. A városházát 1887-ben, a vasútállomást 1902-ben építették fel.
A 19. és 20. század során Schaerbeek a tehetős brüsszeli lakosok „vidéki” menedékhelye lett, akik nyaralókat és házakat építettek a kerületben. 1889-ben alapították a helyi lőteret, ahol 1915-ben a németek kivégezték a brit Edith Cavell nővért.
A második világháború befejezése után Dwight D. Eisenhower tábornok, szövetséges főparancsnok látogatta meg a települést. Schaerbeek lakossága akkoriban érte el csúcspontját 125 000 fővel.

## Látnivalók

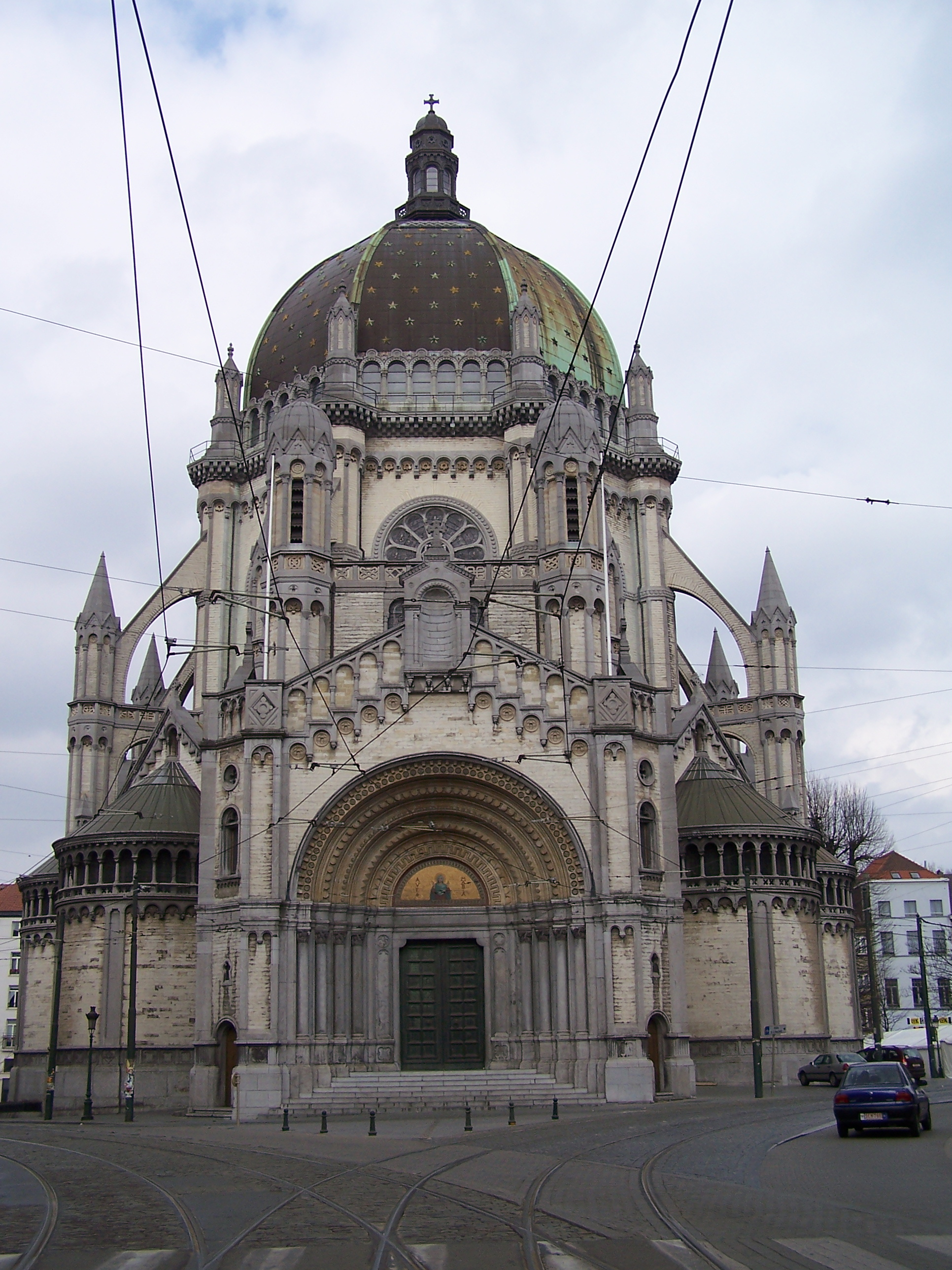
Szűz Mária-templom

- Schaerbeek területén számos art deco és art nouveau ház található, köztük a Maison Autrique, az első ház, amelyet Victor Horta tervezett és épít(tet)ett Brüsszel környékén.
- A városházát II. Lipót belga király avatta fel, 1887-ben.
- A Josaphat Park, amelyet szintén II. Lipót avatott fel (1904-ben), a kerület egyik jelentős zöldterülete. A park szomszédságában található a Brusilia Residence, Belgium legmagasabb lakóépülete.
- Itt található óra-, sör- és orgonamúzeum is.
- A nemzeti lőtér (Nationale Schietbaan vagy Tir Nationale egy kb. 20 hektáros katonai létesítmény volt Schaerbeekben, 1889-1959 között. A második világháború alatt számos belga ellenállót végeztek itt ki a német megszállók. A létesítményt 1959-ben lerombolták, ma már csak egy kis része, az Enclos des fusillés maradt fenn, ahol többek között Edith Cavell sírja is megtalálható.

### Brusilia
A Residence Brusilia lakóépület a Josaphat Park mellett található. A belga Jacques Cuisinier tervezte és 1970-1974 között építették fel.
A 35 emeletes, 100 méter magas épület Belgium legmagasabb lakóháza; a legfelső szintekről páratlan kilátás nyílik Brüsszelre.

### Clockarium

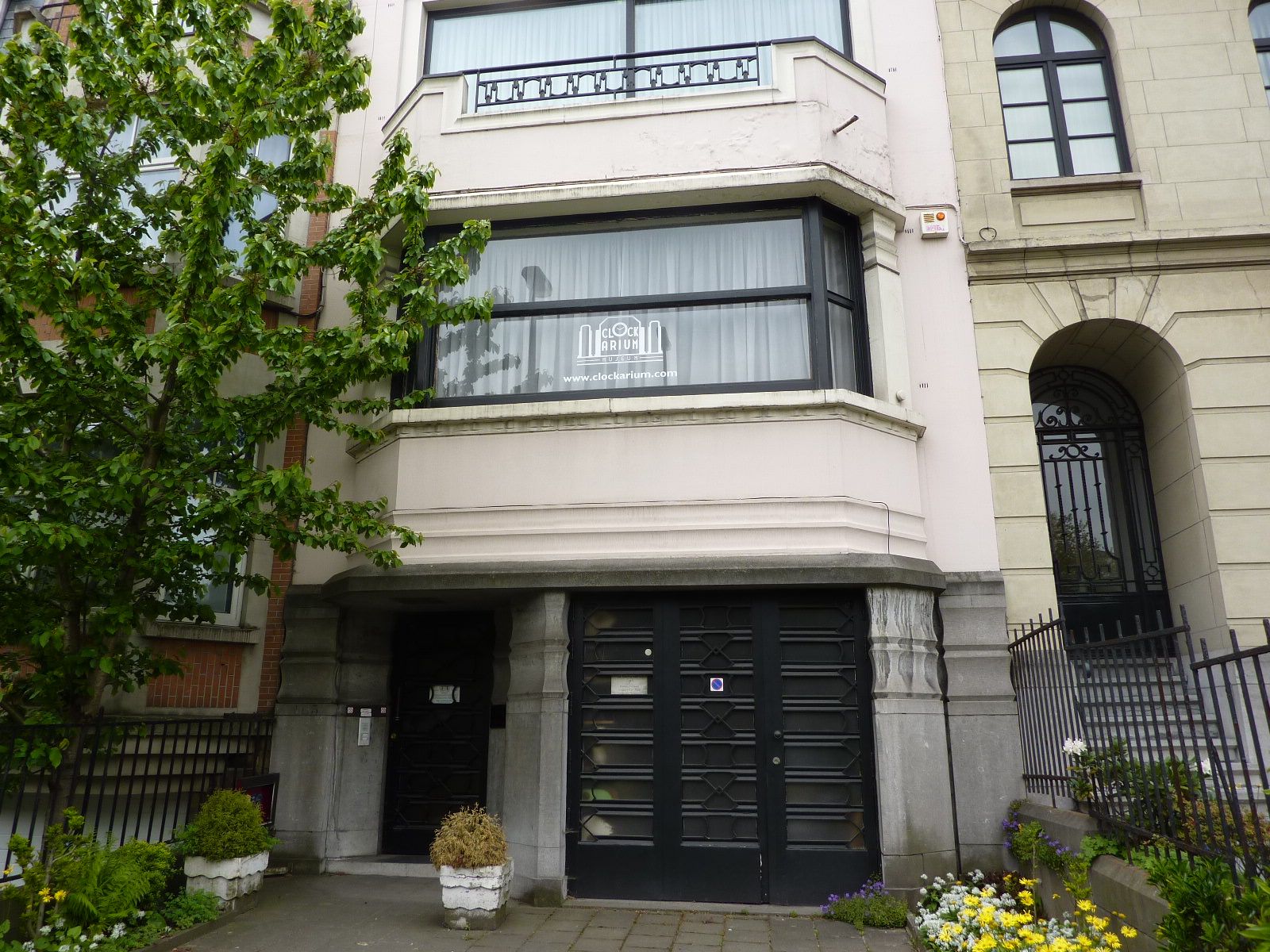
Clockarium

A Clockarium óramúzeumot az Art Deco kerámiaóráknak szentelték. Specialitása a fajansz kandallóóra, amely az első megfizethető és széles tömegek számára is elérhető órának számított és a legtöbb belga otthonban megtalálható volt az 1920-as -30-as években. A múzeum Art Deco stílusú épülete a Reyers sugárúton található.

## Híres személyek
A kerületben született vagy élt:
- Jacques Brel, az egyik leghíresebb belga énekes (1929–1978)
- Paul-Henri Spaak politikus, államférfi, Belgium miniszterelnöke (1899–1972)
- René Magritte szürrealista festő (1898–1967)
- Paul Deschanel francia politikus, író, Franciaország elnöke az első világháború után (1855–1922)
- Michel de Ghelderode drámaíró (1898–1962), aki a városházán dolgozott 1923 és 1946 között
- Georges Eekhoud író (1854–1927)
- Jan Ferguut író (1835–1902)
- Gustave Strauven építész (1878–1919), art nouveau
- Frans Hemelsoet építész (1875–1947), art nouveau
- Henri Jacobs építész (1864–1935), art nouveau
- Andrée De Jongh grófnő, második világháborús ellenálló (1916-2007)
- Monique de Bissy, második világháborús ellenálló (1923–2009)
- Roger Somville festő (szül. 1923)
- Jean Roba képregényíró, Boule et Bill megalkotója (1930–2006)
- Roger Camille képregényíró (1936–2006)
- Claude Coppens zongoraművész, zeneszerző (szül. 1936)
- Alain Hutchinson politikus (szül. 1949)
- Raymond van het Groenewoud zenész, énekes (szül. 1950)
- Daniel Ducarme politikus (szül. 1954)
- Emilio Ferrera labdarúgó, edző (szül. 1967)
- Maurane (1960-) énekes
- Agustín Goovaerts építész (szül. 1885)
- Jan Cornelis Hofman posztimpresszionista festő, 1966-ban a kerületben hunyt el

## Testvérvárosai)
- Belgium: Houffalize - a második világháború vége felé, Schaerbeek gyűjtést szervezett a belga Houffalize település javára, amely súlyos károkat szenvedett az ardenneki német ellentámadás során. Azóta minden évben karácsonyfák százait küldik Houffalize-ből Schaerbeekbe.
- Marokkó: Al-Hoceima
- Törökország: Beyoğlu

## További képek

A Brussel-Noord vasútállomás és mögötte az új pénzügyi negyed épületei
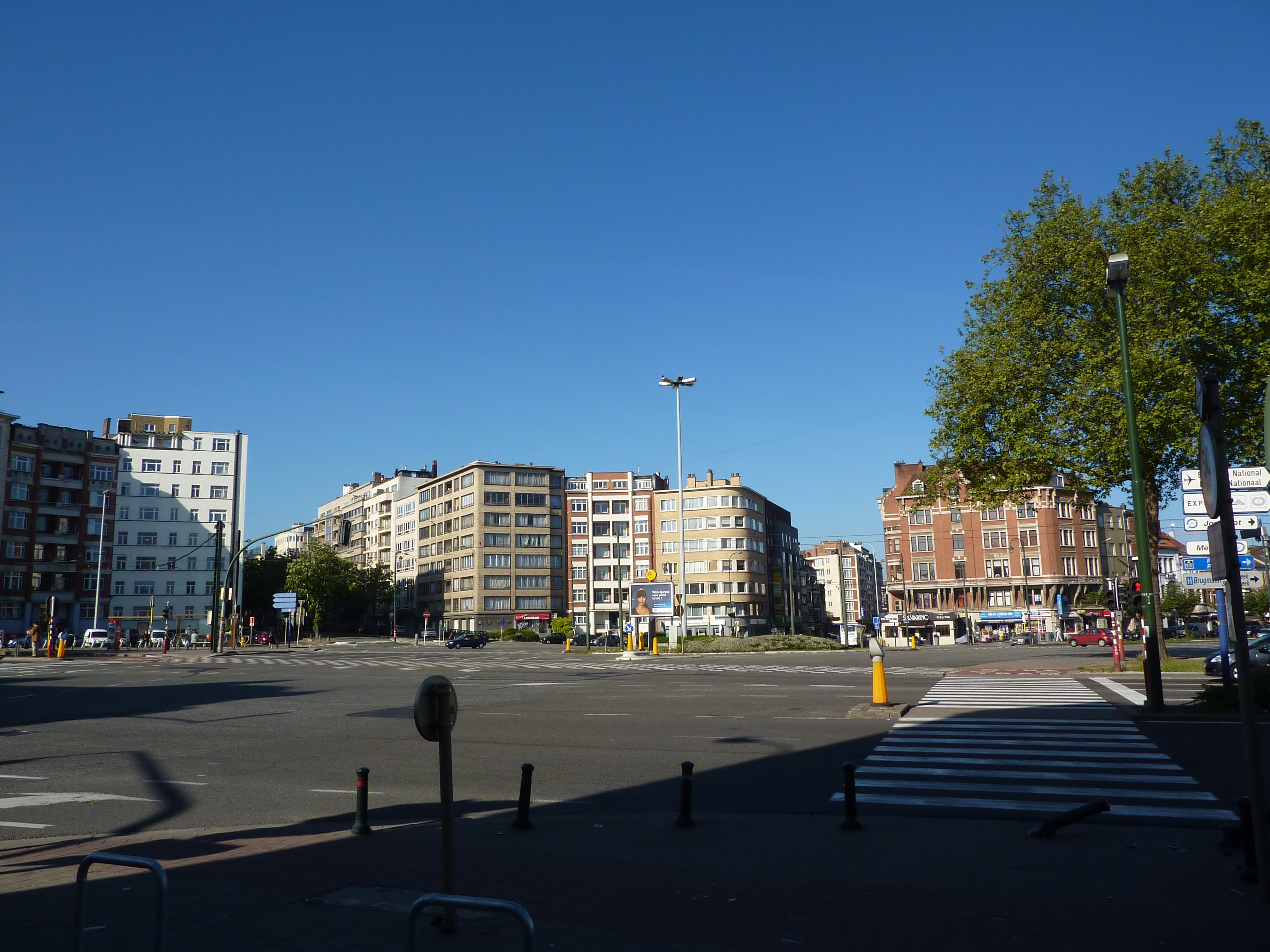
Brüsszel egyik legforgalmasabb kereszteződése, a Général Meiser tér
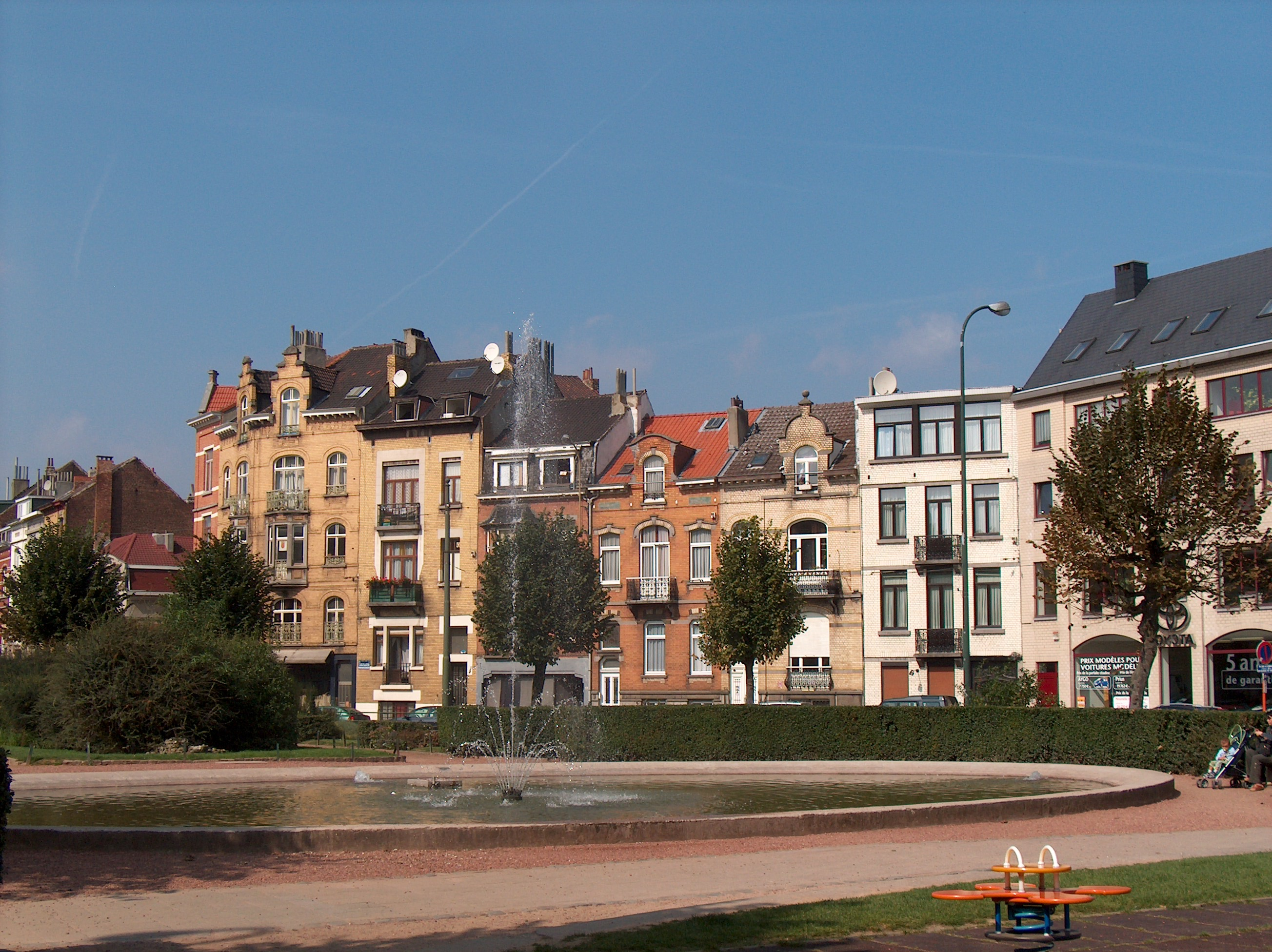
Jellegzetes schaerbeeki házak a Place de la Patrie téren
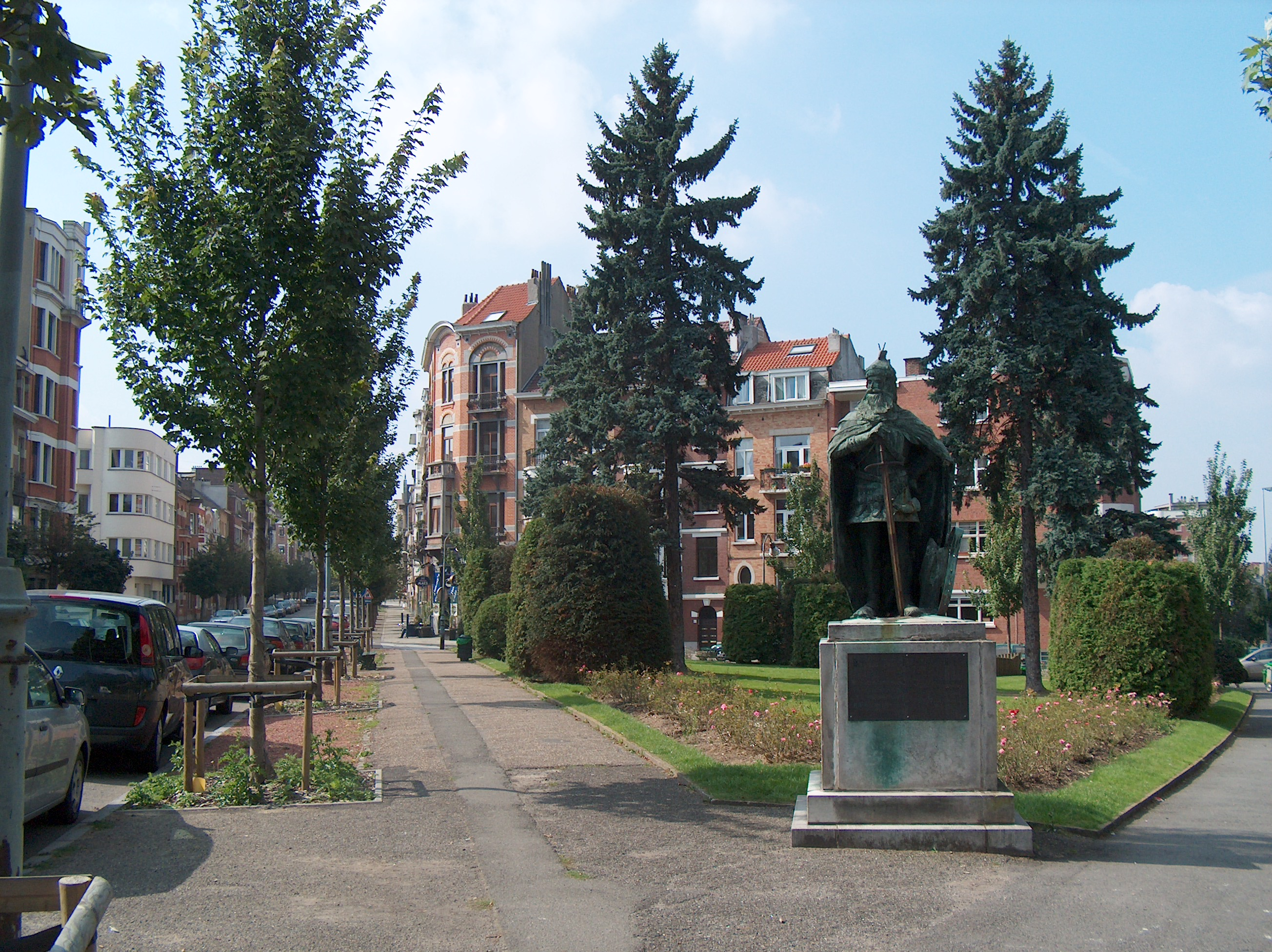
Szkander bég szobra a Square Prévost Delaunay téren
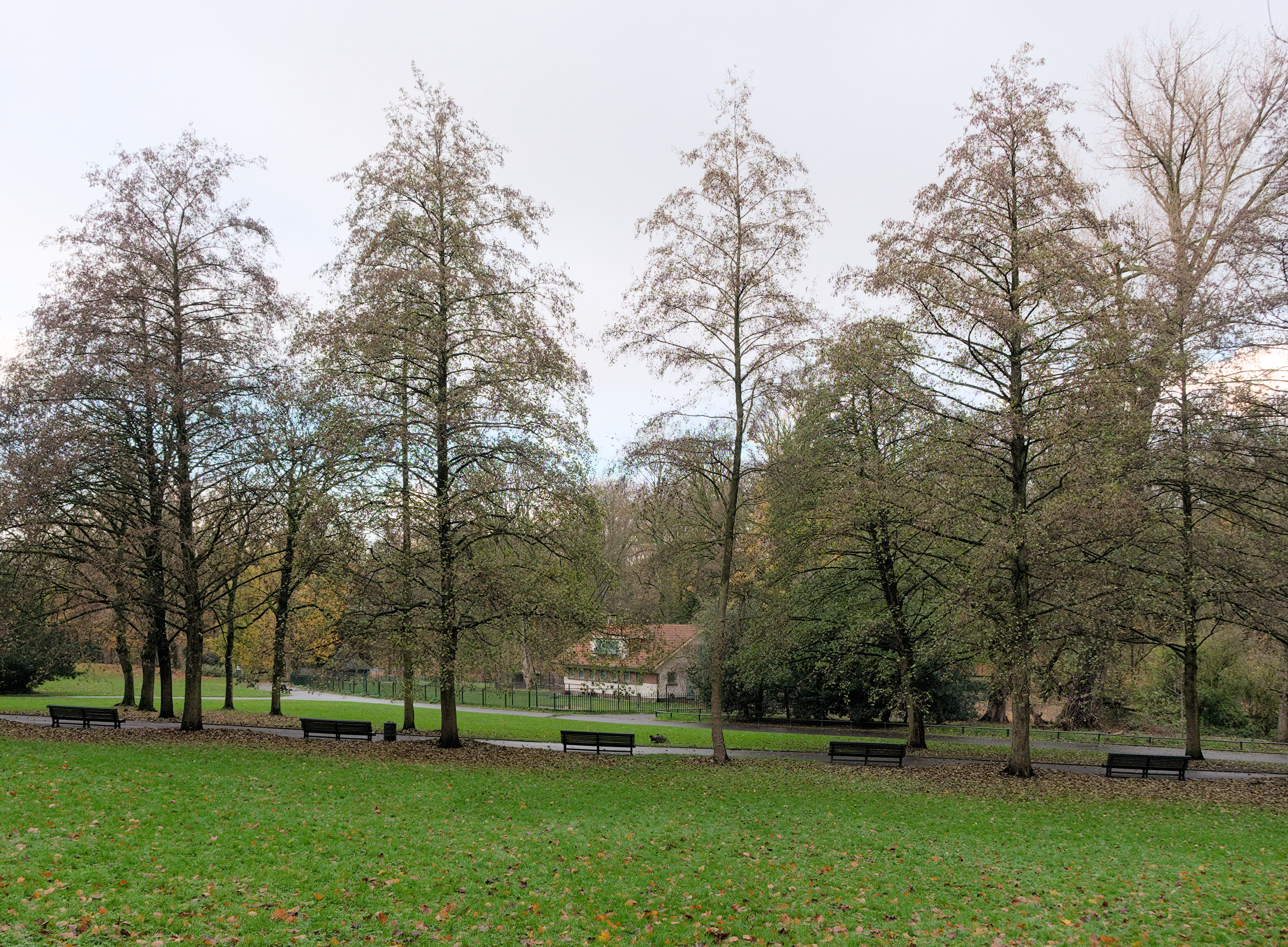
A Josaphat park
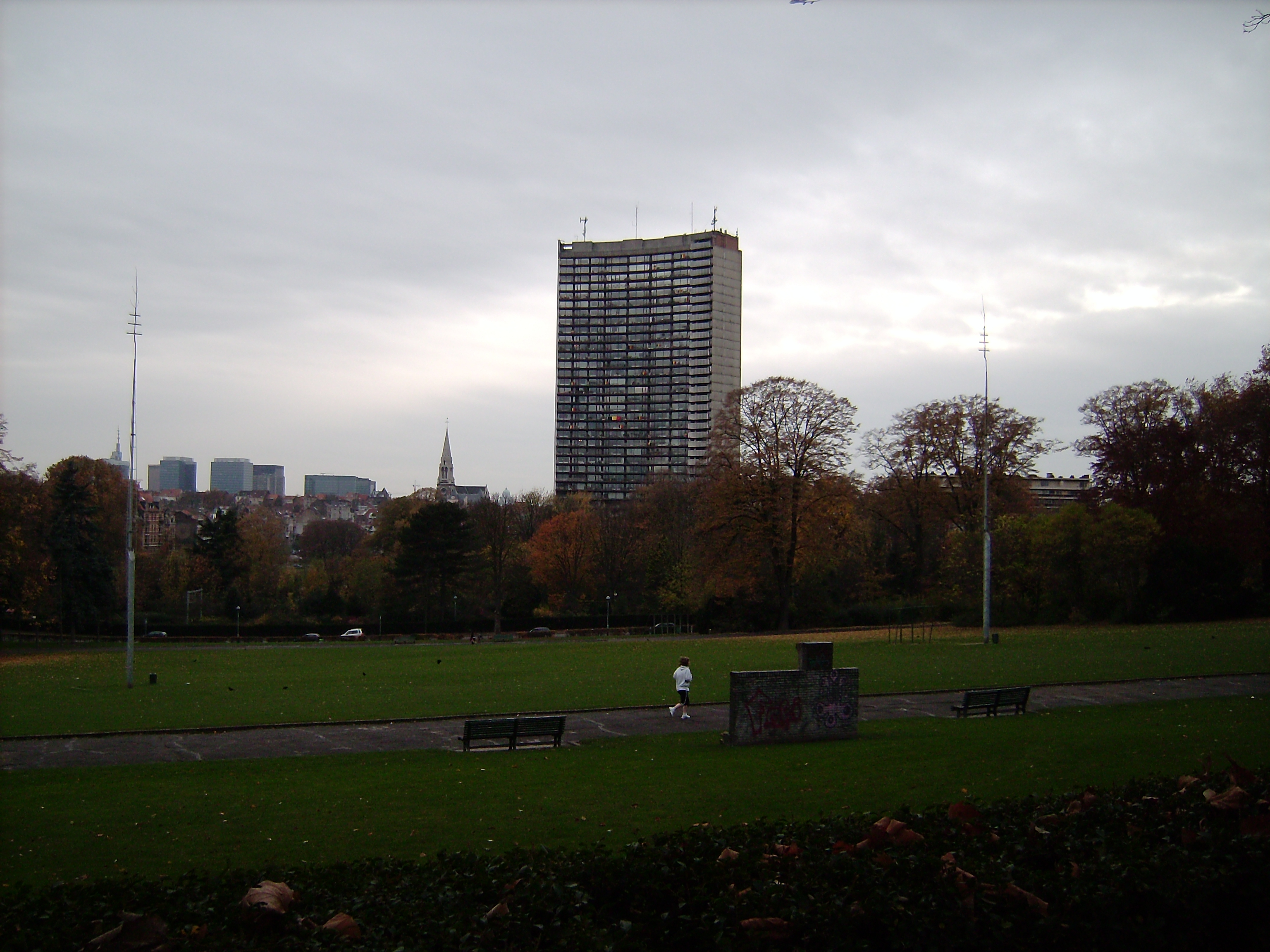
A Josaphat park látképe a Boulevard Lambermont felől. Háttérben a Brésilia toronyház
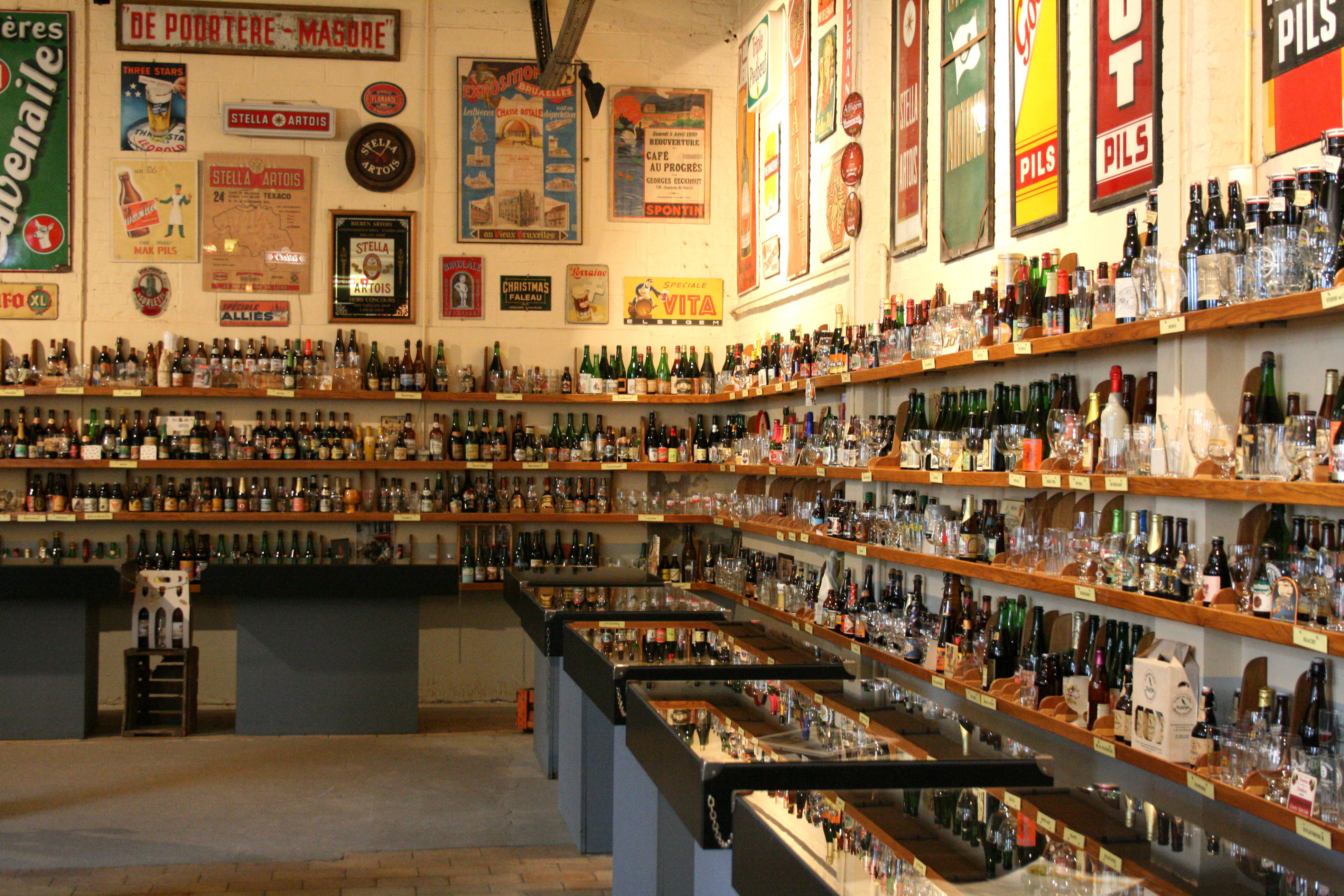
A helyi sörmúzeum kiállítása
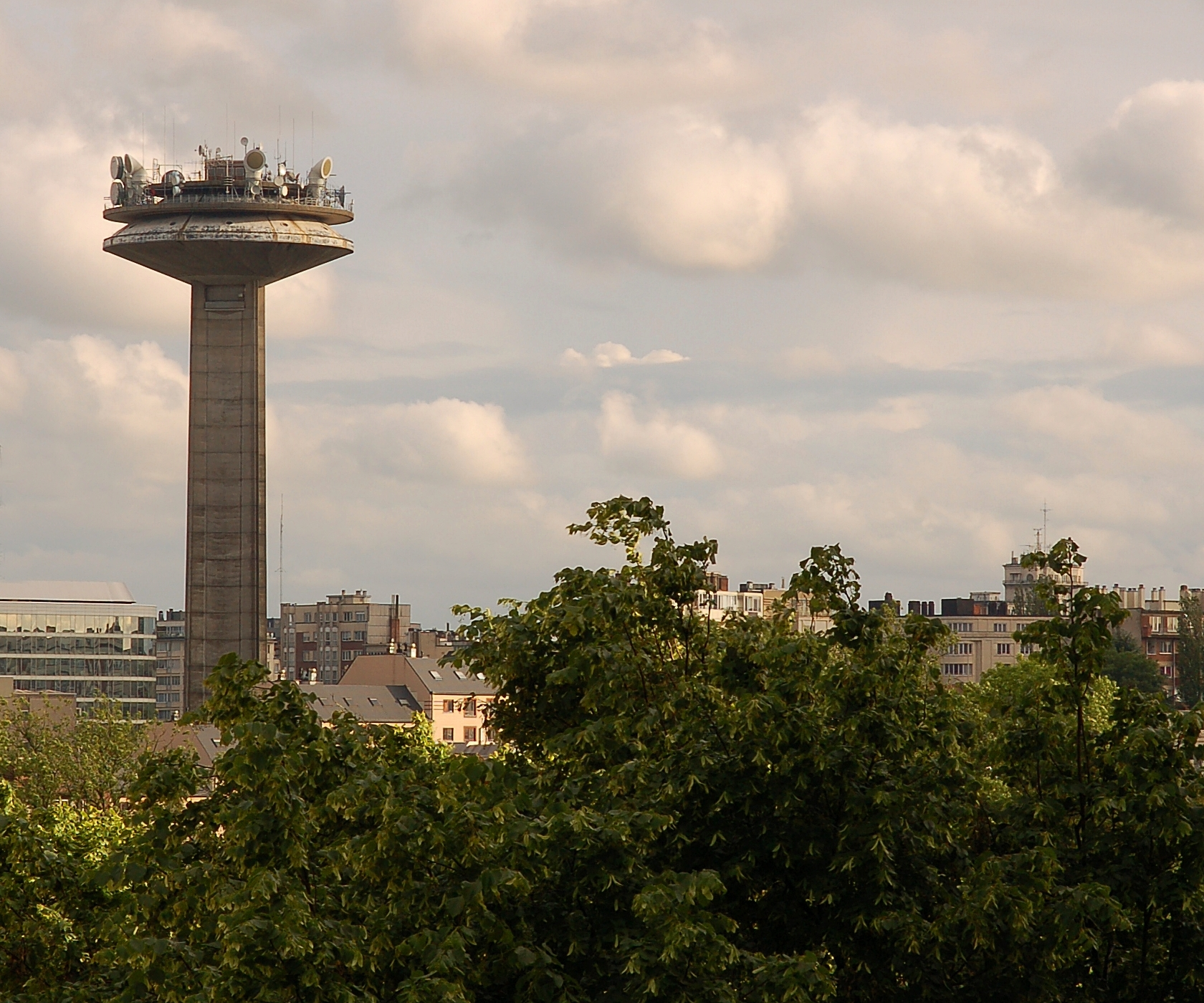
A Reyers-torony vagy RTBF-torony
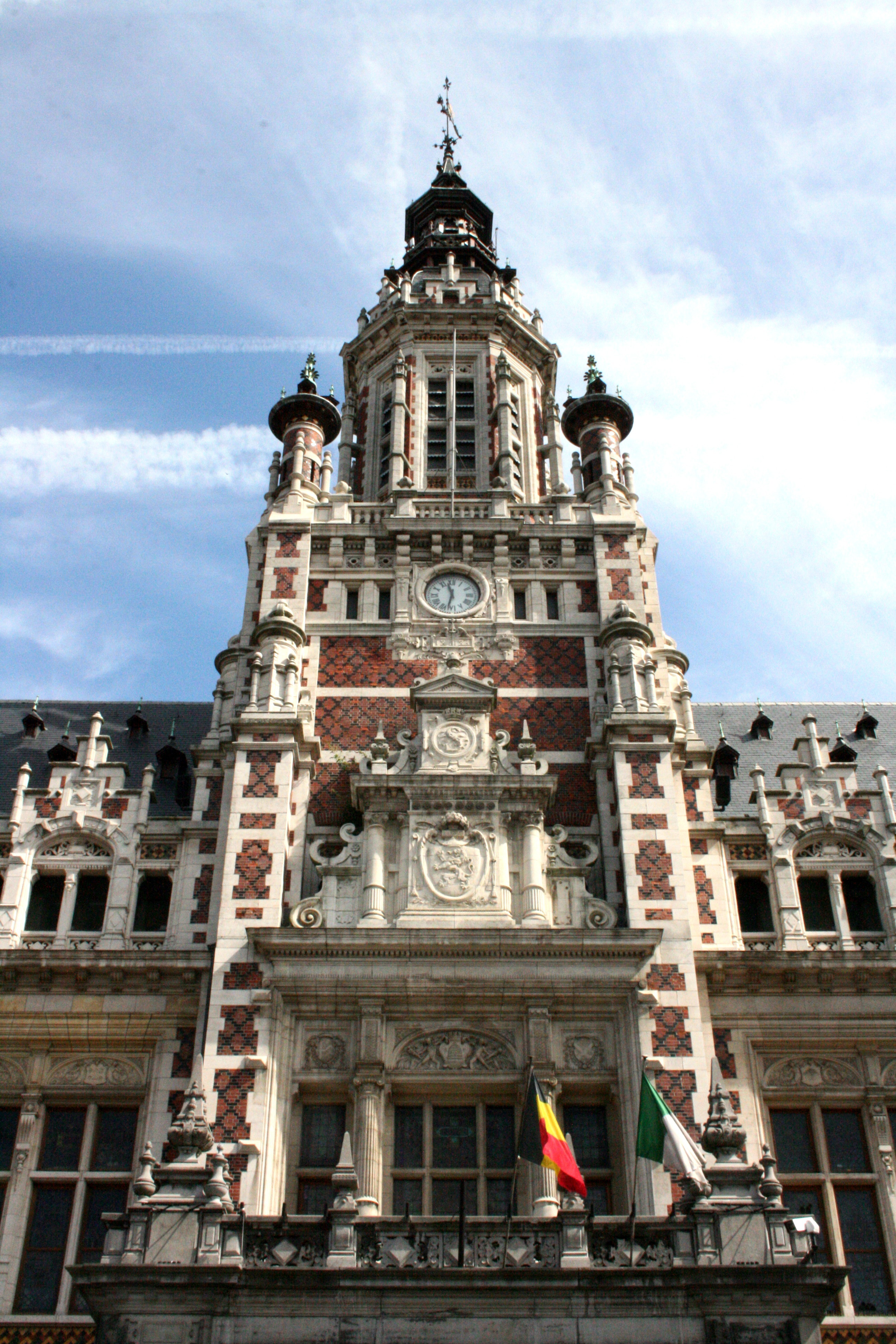
A városháza homlokzata
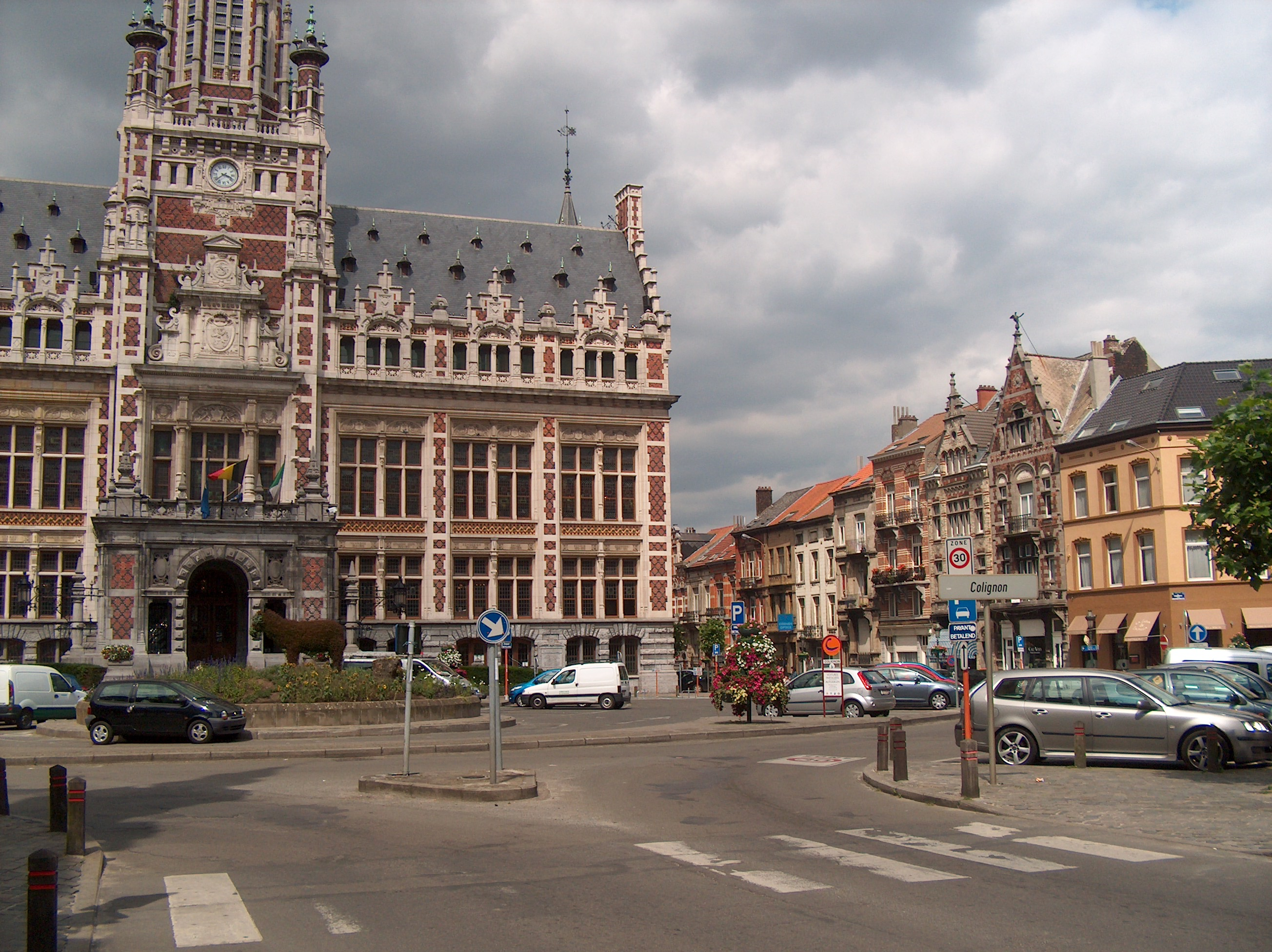
A schaerbeeki városháza és a Place Colignon tér
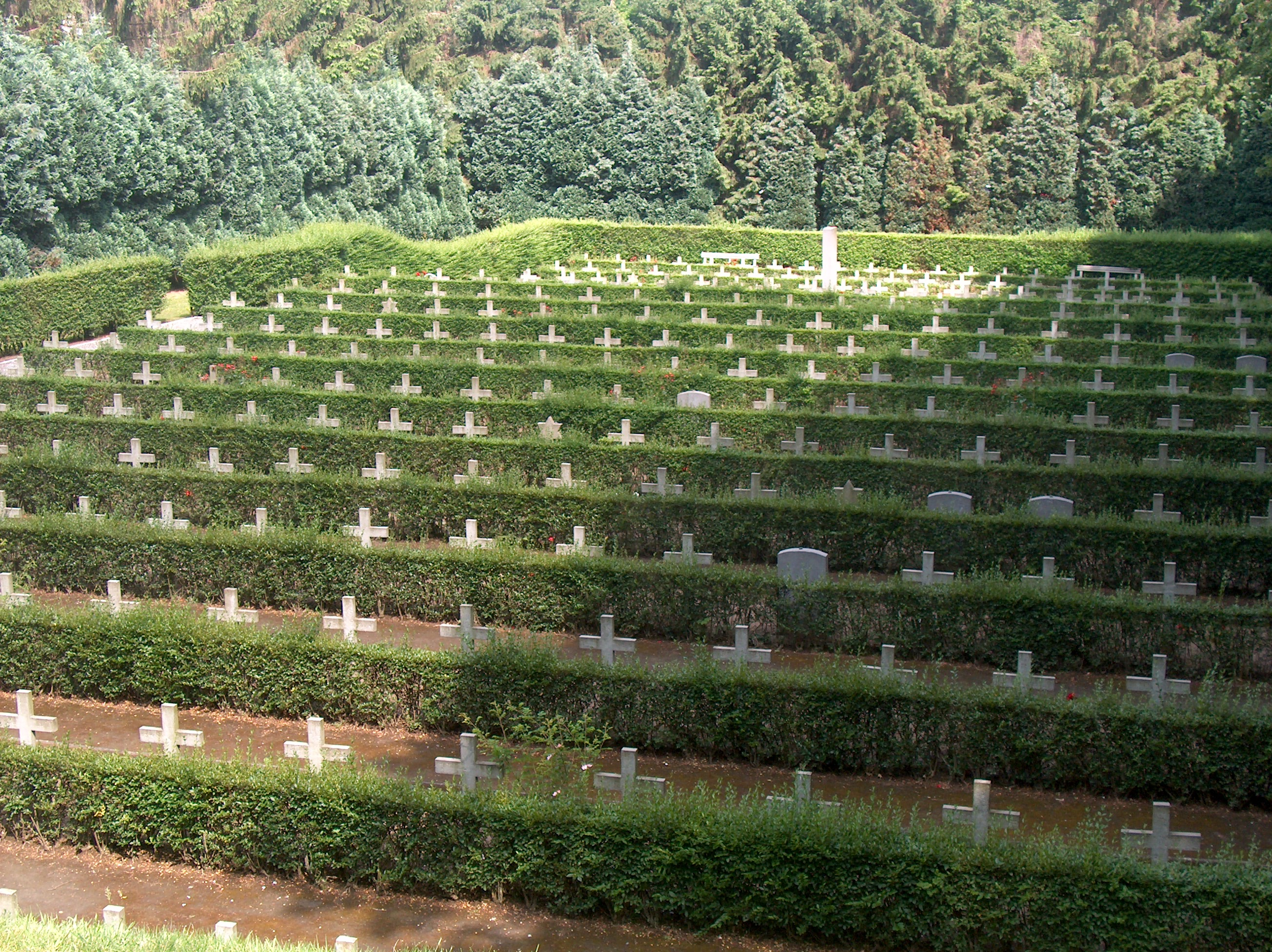
Az egykori lőtér, majd koncentrációs tábor és kivégzőhely területén létesített temető (Enclos des fusillés)
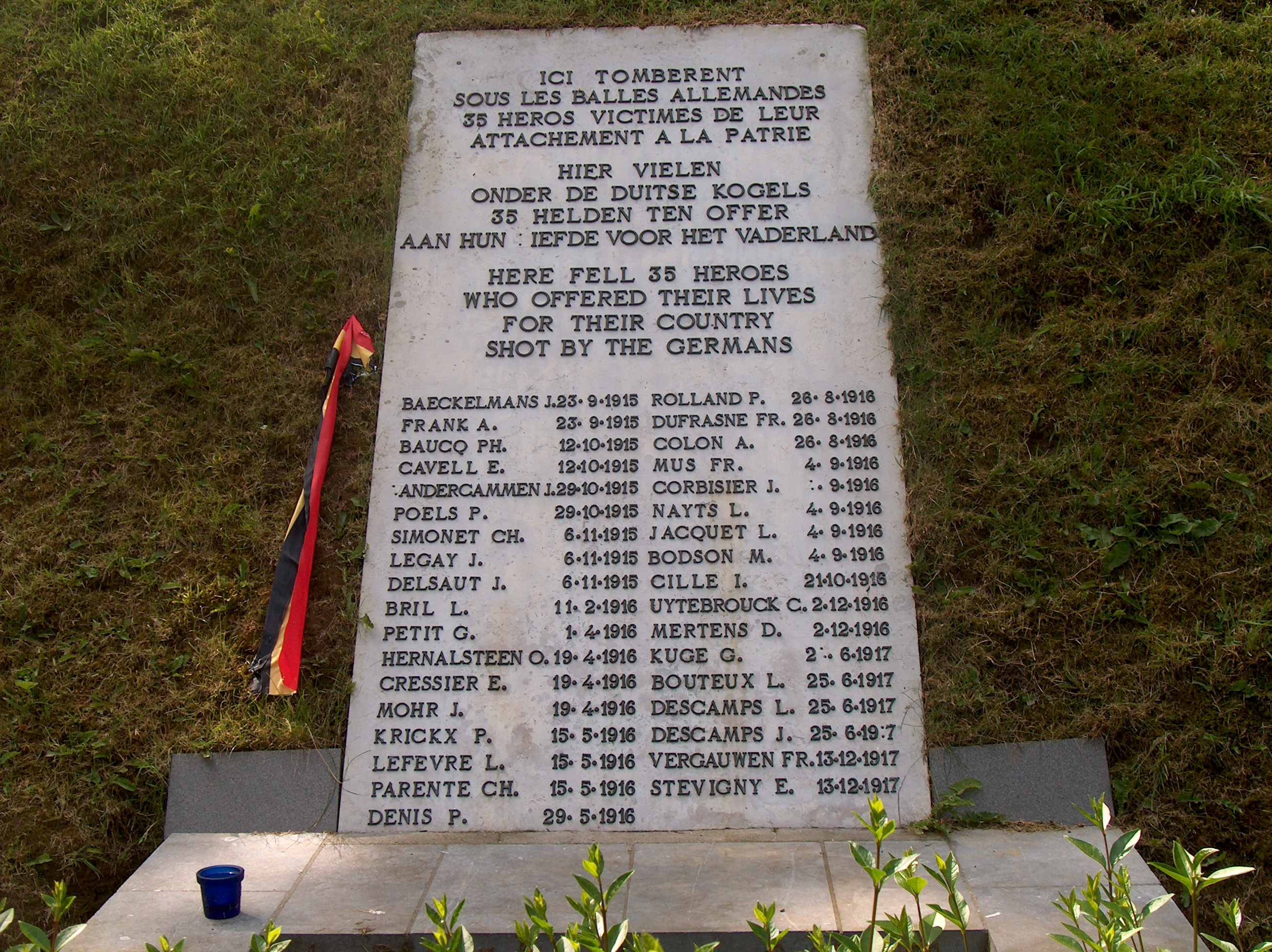
Az első világháború alatt kivégzett belga ellenállók névsora - fentről a negyedik Edith Cavell.
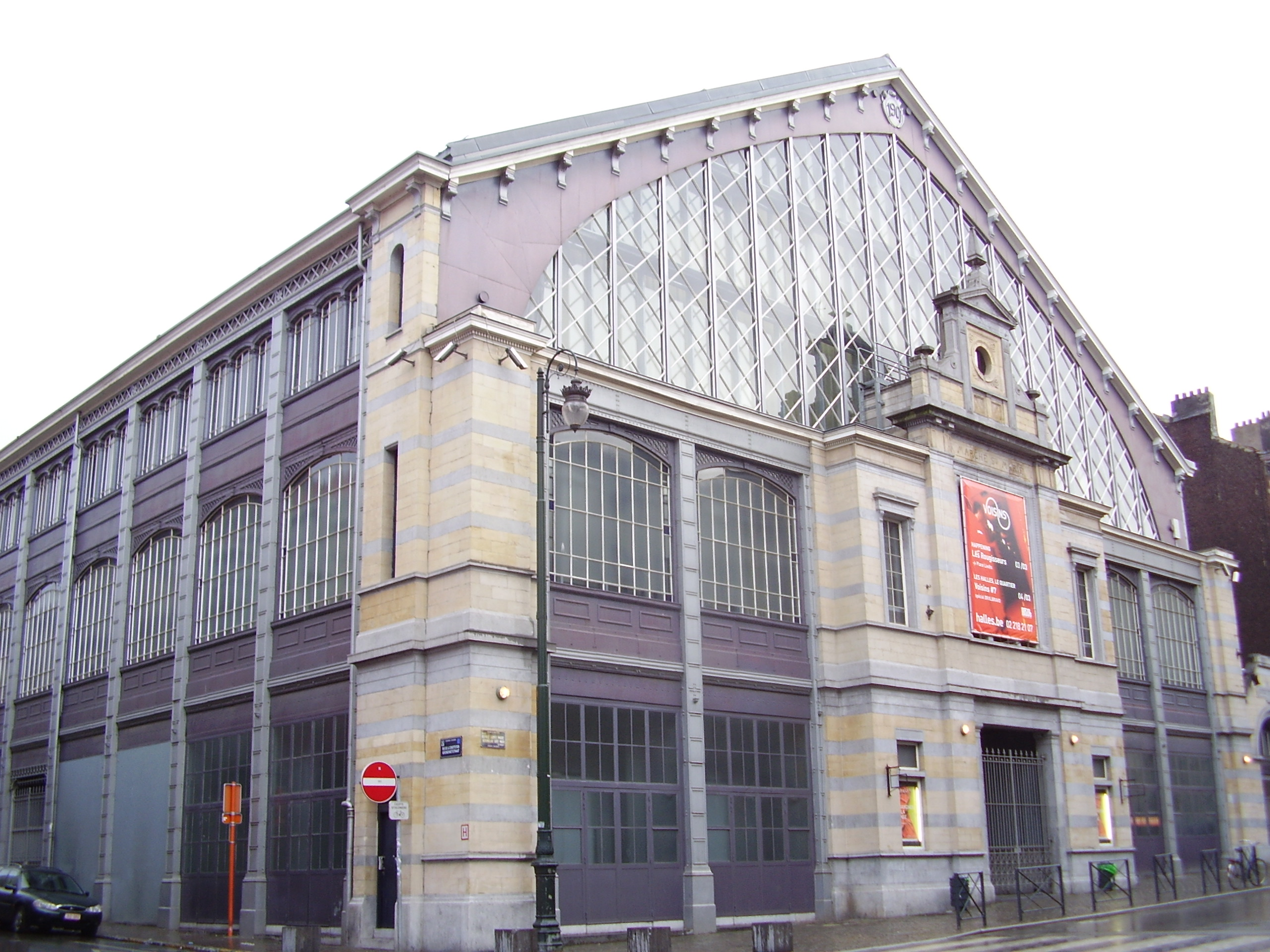
A régi piac épületében ma kulturális központ működik

## Külső hivatkozások
- A kerület hivatalos weblapja (csak (franciául) vagy (hollandul))